# Елементний аналіз твердих горючих копалин
Елементний аналіз твердих горючих копалин (рос. элементный анализ твердых горючих ископаемых) – кількісне визначення вмісту у твердих горючих копалинах хімічних елементів, які входять до його складу, в першу чергу вуглецю, водню, азоту, кисню і сірки. 
ТГК різної природи і ступеня вуглефікації значно відрізняються між собою за елементним складом (табл. ). В ряду гумітів з підвищенням ступеня вуглефікації найбільш різко змінюється вміст кисню: від 30-40% в торфах до 1% в антрацитах, тобто в 30-40 разів; в 2-5 рази меншає вміст водню (6,5-1,3%), а вміст вуглецю збільшується майже в 2 рази – від 53-62 до 98%. Отже, процес вуглефікації (метаморфізму) гумітів виявляється в таких перетвореннях їх органічної маси, внаслідок яких відбувається переважно видалення кисень– і воденьвмісних фрагментів і відносне підвищення за ра-хунок цього вуглецьвмісних структурних фрагментів.
В ряду сапропелітів від торфової стадії до зріліших спостерігається збільшення вмісту вуглецю (50-82%) і зменшення – кисню (25-7%). Закономірної зміни вмісту водню для сапропелітів різного ступеня вуглефікації не спостерігається (6-10%). Вміст водню в сапропелітах завжди в 1,5-2 рази більший, ніж у гумітах, що є характерною ознакою сапропелітового походження вугілля.
Екзиніти містять більше водню, ніж гуміти, і за цим показником мало відрізняються від сапропелітів.
Вміст азоту зі зростанням ступеня вуглефікації гумітів знижується з 1,8 до 0,1% у вугіллі Донбасу, однак це правило не поширюється на кам'яне вугілля Кузбасу, вміст азоту в якому коливається від 1,34 до 3,02%. У сапропелітах вміст азоту знаходиться в межах від 0,5 до 6%.
Петрографічні інгредієнти також відрізняються за елементним складом. У одному і тому ж вугіллі найбільша кількість вуглецю міститься в інертиніті, а у вітриніті і екзиніті його вміст практично однаковий. З підвищенням ступеня вуглефікації вміст вуглецю більш різко підвищується у вітриніті, а менше – в інертиніті. Зі збільшенням ступеня вуглефикації вміст вуглецю у вітриніті і інертиніті зближується, але навіть в антрацитах не збігається.
Найбільша кількість водню в одному і тому ж вугіллі міститься в екзиніті, а найменша – інертиніті, найбільшу кількість кисню містить вітриніт, а найменшу – інертиніт.
Загальний вміст фосфору у вугіллі невеликий: в Донбасі від 0,007 до 0,062%, в Кузбасі – до 0,12-0,17%. Фосфор додає металу холодноламкість – підвищену крихкість при кімнатній і нижчих температурах.
Фосфор присутній в невеликій кількості в кам’яному вугіллі. Він майже повністю переходить в кокс під час процесу коксування, що є дуже небажаним явищем. Враховуючи те, що головним джерелом фосфору є кокс, з якого фосфор майже повністю переходить у метал під час процесу доменної плавки, а також ту обставину, що фосфор є шкідливою домішкою в металі, його вміст у коксі нормується (менше 0,015%). Саме тому велике значення має підбір шихти з врахуванням вмісту фосфору у вугіллі.
Це примушує шукати можливості зниження вмісту фосфору у вугіллі за рахунок його збагачення, вибирання породи та вуглистого сланцю, видалення пилу. При цьому в кожному окремому випадку необхідне детальне дослідження для вирішення питання про можливість зниження вмісту фосфору у вугіллі, оскільки досі не встановлені закономірності його розподілу.
Германій є одним із найважливіших матеріалів, які забезпечують розвиток сучасної техніки напівпровідникових приладів.
Спочатку германій, який є розсіяним елементом, отримували в основному з відходів інших виробництв (наприклад, із побічних продуктів при виплавці цинку) та із власне рудних (дуже рідкісних і мало потужних) родовищ мінералів, які містять цей елемент. У зв'язку з бурхливим розвитком напівпровідникової техніки попит на германій різко підвищився, почалися інтенсивні пошуки джерел його отримання. Виявилось, що головним сировинним джерелом германію може бути викопне вугілля. 
Германій у вугіллі поширений дуже нерівномірно. Значно відрізняються за середнім вмістом германію окремі пласти і ділянки родовищ, родовища в цілому, басейни і крупніші регіони. Серед вугілля різних стадій метаморфізму найбагатшим на германій, як правило, є вугілля найменш метаморфізоване. Дуже нерівномірно поширений германій в речовині вугілля. Більшість дослідників вважає, що він пов'язаний із органічною частиною вугілля. Головними носіями германію є первинні неокиснені компоненти органічної частини вугілля – вітрен, основна геліфікована маса. Найчастіше германій пов'язаний з компонентами групи вітрену. В пробах бурого й кам’яного вугілля всіх досліджених родовищ максимальний вміст германію спостерігається у фракціях, найбагатших на вітрен. Вміст германію в них є максимальним як в перерахунку на золу, так і на вугільну речовину.